# Major League Baseball Home Run Derby
L'Home Run Derby è una gara annuale di battuta di fuoricampo organizzata dalla Major League Baseball (MLB) che in genere si tiene il giorno precedente all'All-Star Game della lega, un lunedì del mese di luglio. Dall'edizione inaugurale del 1985, l'evento ha visto diversi cambiamenti delle regole, evolvendo da una gara ad eliminazione diretta a una a più turni e infine in una griglia con teste di serie. L'Home Run Derby è sponsorizzato dalla compagnia T-Mobile.
Il maggior vincitore dell'Home Run Derby è Ken Griffey Jr., riuscitovi per tre volte, di cui due consecutive nel 1998 e 1999. Gli unici altri due giocatori ad avere vinto due edizioni consecutive sono stati Yoenis Céspedes (2013 e 2014) e Pete Alonso (2019 e 2021, con l'edizione 2020 non disputata a causa della Pandemia di COVID-19). L'ultimo vincitore è stato Cal Raleigh dei Seattle Mariners nel 2025.

## Albo d'oro

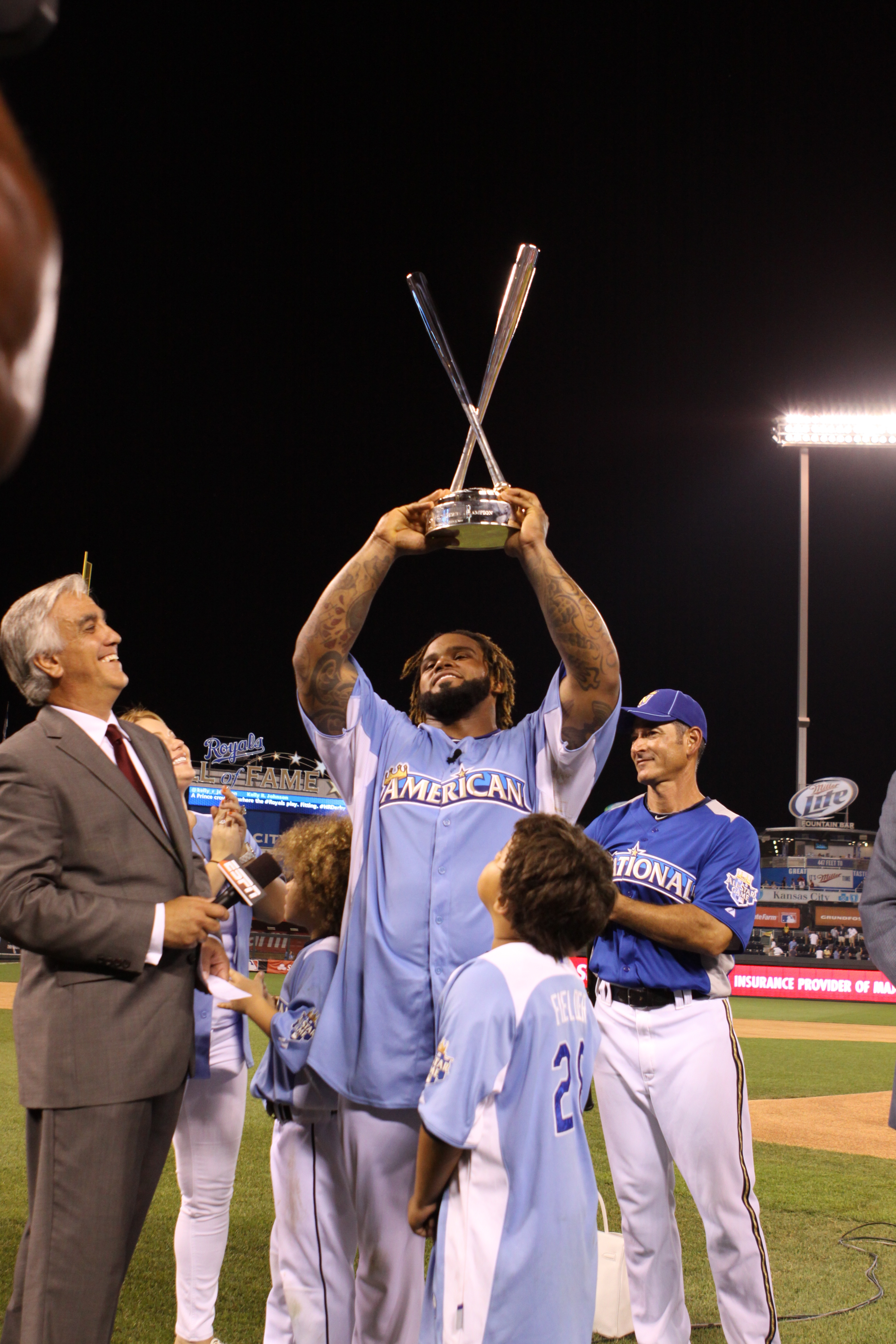
Prince Fielder mentre riceve il suo secondo trofeo nel 2012

|  | Membro della Baseball Hall of Fame |

| Anno | Vincitore s                                   | Squadra                                       | Lega                                          | Stadio                                        |
| ---- | --------------------------------------------- | --------------------------------------------- | --------------------------------------------- | --------------------------------------------- |
| 1985 | Dave Parker                                   | Cincinnati Reds                               | NL                                            | Hubert H. Humphrey Metrodome (MIN)            |
| 1986 | Wally Joyner                                  | California Angels                             | AL                                            | Astrodome (HOU)                               |
| 1986 | Darryl Strawberry                             | New York Mets                                 | NL                                            | Astrodome (HOU)                               |
| 1987 | Andre Dawson                                  | Chicago Cubs                                  | NL                                            | Oakland-Alameda County Coliseum (OAK)         |
| 1988 | Cancellato a causa della pioggia              | Cancellato a causa della pioggia              | Cancellato a causa della pioggia              | Cancellato a causa della pioggia              |
| 1989 | Eric Davis                                    | Cincinnati Reds                               | NL                                            | Anaheim Stadium (CAL)                         |
| 1990 | Ryne Sandberg                                 | Chicago Cubs                                  | NL                                            | Wrigley Field (CHC)                           |
| 1991 | Cal Ripken Jr.                                | Baltimore Orioles                             | AL                                            | SkyDome (TOR)                                 |
| 1992 | Mark McGwire                                  | Oakland Athletics                             | AL                                            | Jack Murphy Stadium (SD)                      |
| 1993 | Juan González                                 | Texas Rangers                                 | AL                                            | Oriole Park at Camden Yards (BAL)             |
| 1994 | Ken Griffey Jr.                               | Seattle Mariners                              | AL                                            | Three Rivers Stadium (PIT)                    |
| 1995 | Frank Thomas                                  | Chicago White Sox                             | AL                                            | The Ballpark in Arlington (TEX)               |
| 1996 | Barry Bonds                                   | San Francisco Giants                          | NL                                            | Veterans Stadium (PHI)                        |
| 1997 | Tino Martinez                                 | New York Yankees                              | AL                                            | Jacobs Field (CLE)                            |
| 1998 | Ken Griffey Jr. (2)                           | Seattle Mariners                              | AL                                            | Coors Field (COL)                             |
| 1999 | Ken Griffey Jr. (3)                           | Seattle Mariners                              | AL                                            | Fenway Park (BOS)                             |
| 2000 | Sammy Sosa                                    | Chicago Cubs                                  | NL                                            | Turner Field (ATL)                            |
| 2001 | Luis Gonzalez                                 | Arizona Diamondbacks                          | NL                                            | Safeco Field (SEA)                            |
| 2002 | Jason Giambi                                  | New York Yankees                              | AL                                            | Miller Park (MIL)                             |
| 2003 | Garret Anderson                               | Anaheim Angels                                | AL                                            | U.S. Cellular Field (CHW)                     |
| 2004 | Miguel Tejada                                 | Baltimore Orioles                             | AL                                            | Minute Maid Park (HOU)                        |
| 2005 | Bobby Abreu                                   | Philadelphia Phillies                         | NL                                            | Comerica Park (DET)                           |
| 2006 | Ryan Howard                                   | Philadelphia Phillies                         | NL                                            | PNC Park (PIT)                                |
| 2007 | Vladimir Guerrero                             | Los Angeles Angels of Anaheim                 | AL                                            | AT&T Park (SF)                                |
| 2008 | Justin Morneau                                | Minnesota Twins                               | AL                                            | Yankee Stadium (NYY)                          |
| 2009 | Prince Fielder                                | Milwaukee Brewers                             | NL                                            | Busch Stadium (STL)                           |
| 2010 | David Ortiz                                   | Boston Red Sox                                | AL                                            | Angel Stadium of Anaheim (LAA)                |
| 2011 | Robinson Canó                                 | New York Yankees                              | AL                                            | Chase Field (ARI)                             |
| 2012 | Prince Fielder (2)                            | Detroit Tigers                                | AL                                            | Kauffman Stadium (KC)                         |
| 2013 | Yoenis Céspedes                               | Oakland Athletics                             | AL                                            | Citi Field (NYM)                              |
| 2014 | Yoenis Céspedes (2)                           | Oakland Athletics                             | AL                                            | Target Field (MIN)                            |
| 2015 | Todd Frazier                                  | Cincinnati Reds                               | NL                                            | Great American Ball Park (CIN)                |
| 2016 | Giancarlo Stanton                             | Miami Marlins                                 | NL                                            | Petco Park (SD)                               |
| 2017 | Aaron Judge                                   | New York Yankees                              | AL                                            | Marlins Park (MIA)                            |
| 2018 | Bryce Harper                                  | Washington Nationals                          | NL                                            | Nationals Park (WAS)                          |
| 2019 | Pete Alonso                                   | New York Mets                                 | NL                                            | Progressive Field (CLE)                       |
| 2020 | Cancellato a causa della pandemia di Covid-19 | Cancellato a causa della pandemia di Covid-19 | Cancellato a causa della pandemia di Covid-19 | Cancellato a causa della pandemia di Covid-19 |
| 2021 | Pete Alonso (2)                               | New York Mets                                 | NL                                            | Coors Field (COL)                             |
| 2022 | Juan Soto                                     | Washington Nationals                          | NL                                            | Dodger Stadium (LAD)                          |
| 2023 | Vladimir Guerrero Jr.                         | Toronto Blue Jays                             | AL                                            | T-Mobile Park (SEA)                           |
| 2024 | Teoscar Hernández                             | Los Angeles Dodgers                           | NL                                            | Globe Life Field (TEX)                        |
| 2025 | Cal Raleigh                                   | Seattle Mariners                              | AL                                            | Truist Park (ATL)                             |

## Record

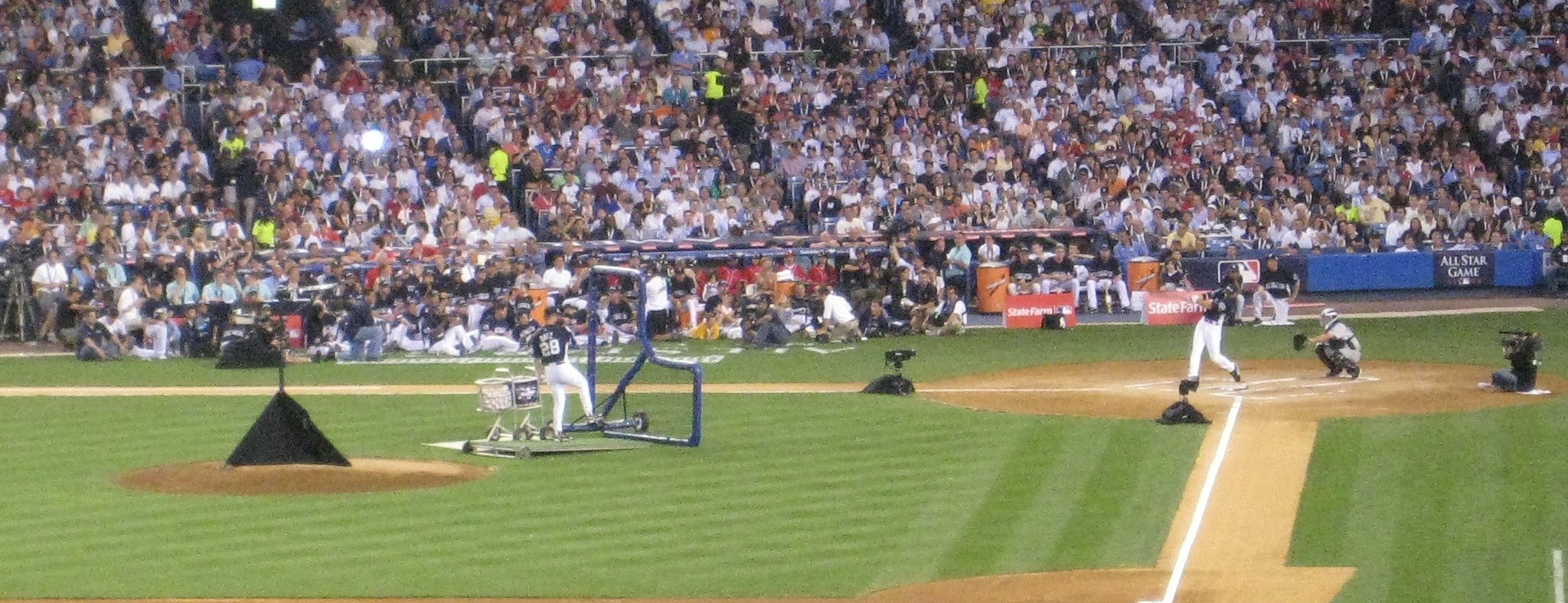
L'Home Run Derby del 2008

### Maggior numero di fuoricampo in un singolo turno
| Posizione | Giocatore             | Squadra             | Round              | Totali |
| --------- | --------------------- | ------------------- | ------------------ | ------ |
| 1         | Vladimir Guerrero Jr. | Toronto Blue Jays   | 2019 Secondo Round | 40     |
| 2         | Joc Pederson          | Los Angeles Dodgers | 2019 Secondo Round | 39     |
| 3         | Vladimir Guerrero Jr. | Toronto Blue Jays   | 2019 Primo Round   | 29     |
| 4         | Josh Hamilton         | Texas Rangers       | 2008 Primo Round   | 28     |
| 5         | Ronald Acuña Jr.      | Atlanta Braves      | 2019 Primo Round   | 25     |

### Maggior numero di fuoricampo in una sola edizione
| Posizione | Giocatore             | Squadra               | Anno | Totali |
| --------- | --------------------- | --------------------- | ---- | ------ |
| 1         | Vladimir Guerrero Jr. | Toronto Blue Jays     | 2019 | 91     |
| 2         | Giancarlo Stanton     | Miami Marlins         | 2016 | 61     |
| 3         | Joc Pederson          | Los Angeles Dodgers   | 2019 | 60     |
| 4         | Pete Alonso           | New York Mets         | 2019 | 57     |
| 5         | Kyle Schwarber        | Chicago Cubs          | 2018 | 55     |
| 6         | Aaron Judge           | New York Yankees      | 2017 | 47     |
| 7         | Bryce Harper          | Washington Nationals  | 2018 | 45     |
| 8         | Ronald Acuña Jr.      | Atlanta Braves        | 2019 | 44     |
| 9         | Todd Frazier          | Chicago White Sox     | 2016 | 42     |
| 10        | Bobby Abreu           | Philadelphia Phillies | 2005 | 41     |

### Maggior numero di fuoricampo in carriera
| Posizione | Giocatore             | Squadra/e                               | Anno/i                                         | Totali |
| --------- | --------------------- | --------------------------------------- | ---------------------------------------------- | ------ |
| 1         | Joc Pederson          | Los Angeles Dodgers                     | 2015, 2019                                     | 99     |
| 2         | Todd Frazier          | Cincinnati Reds, Chicago White Sox      | 2014, 2015, 2016                               | 91     |
| 2         | Vladimir Guerrero Jr. | Toronto Blue Jays                       | 2019                                           | 91     |
| 4         | Giancarlo Stanton     | Miami Marlins                           | 2014, 2016, 2017                               | 83     |
| 5         | Prince Fielder        | Milwaukee Brewers, Detroit Tigers       | 2009, 2012                                     | 81     |
| 6         | David Ortiz           | Boston Red Sox                          | 2004, 2005, 2006, 2010, 2011                   | 77     |
| 7         | Albert Pujols         | St. Louis Cardinals, Los Angeles Angels | 2007, 2009, 2015                               | 71     |
| 8         | Ken Griffey Jr.       | Seattle Mariners, Cincinnati Reds       | 1990, 1992, 1993, 1994, 1997, 1998, 1999, 2000 | 70     |
| 9         | Bryce Harper          | Washington Nationals                    | 2013, 2018                                     | 69     |
| 10        | Jason Giambi          | Oakland Athletics, New York Yankees     | 2001, 2002, 2003                               | 67     |